# Gazeta.ru
gazeta.ru (russe : газета.ru) est un site d'actualité russe dans les domaines de la politique et de l'économie. Le premier article a été publié le 28 février 1999. En date de novembre 2011, gazeta.ru était le troisième des sites d'actualité de toute la communauté Internet russe.
Une fois dirigé par Vladislav Borodouline (ru), l'ancien rédacteur en chef du quotidien Kommersant, gazeta.ru a été racheté en 2005 par Sekret Firmy Publishing, une maison d'édition dirigée par Alicher Ousmanov. Il a plus tard été cédé à SUP Fabrik par Ousmanov.

## Rédacteurs en chef
- Anton Nossik (ru) : février 1999 - septembre 1999
- Vladislav Borodouline (ru) : septembre 1999 - juillet 2005
- Aleksandr Pissarev : juillet 2005 - mars 2006
- Mikhaïl Mikhaïline (ru) : janvier 2006 - juillet 2010
- Mikhaïl Kotov : juillet 2010 - mars 2013
- Svetlana Lolaeva : mars 2013 - septembre 2013
- Svetlana Babaeva : septembre 2013 - juillet 2016
- Olga Alekseïeva : depuis juillet 2016